# Le Serment de M. Moto
Pour plus de détails, voir Fiche technique et Distribution.
Le Serment de M. Moto (Thank You, Mr. Moto) est un film américain réalisé par Norman Foster, sorti en 1937. Il s'agit du deuxième film (sur 8) de la saga Monsieur Moto.

## Fiche technique
- Titre original : Thank You, Mr. Moto
- Titre français : Le Serment de M. Moto
- Réalisation : Norman Foster
- Scénario : Norman Foster et Wyllis Cooper (en) d'après le roman du même nom de John P. Marquand
- Photographie : Virgil Miller
- Montage : Nick DeMaggio et Irene Morra
- Société de production : 20th Century Fox
- Pays d'origine : États-Unis
- Format : Noir et blanc - 1,37:1 - Mono
- Genre : policier
- Date de sortie : 1937

## Distribution
- Peter Lorre : Monsieur Moto
- Thomas Beck : Tom Nelson
- Pauline Frederick : Madame Chung
- Jayne Regan (en) : Eleanor Joyce
- Sidney Blackmer : Herr Koerger
- Sig Ruman : Colonel Tchernov
- John Carradine : Piereira
- Wilhelm von Brincken (en) : Schneider
- Nedda Harrigan (en) : Madame Tchernov
- Philip Ahn : Prince Chung
- John Bleifer (en) : Ivan
- Victor Wong : un passant